# Sabine van Horne
Sabine van Horne (1585 - 1645) was een edelvrouwe, zij was de dochter van Joris van Horne en vrouwe van Gaasbeek.
Zij trouwde in 1600 met Cleradius van Genève Lullin, waarop het paar de heerlijkheid Heeze ten geschenke kreeg.
In 1615 echter werd de heerlijkheid weer verkocht aan René van Renesse van Elderen.